# ワイキキ
- 世界 > アメリカ州 > 北アメリカ > アメリカ合衆国 > ハワイ州 > ホノルル > ワイキキ
- マリンリゾート > アメリカ合衆国のビーチリゾート > ワイキキ

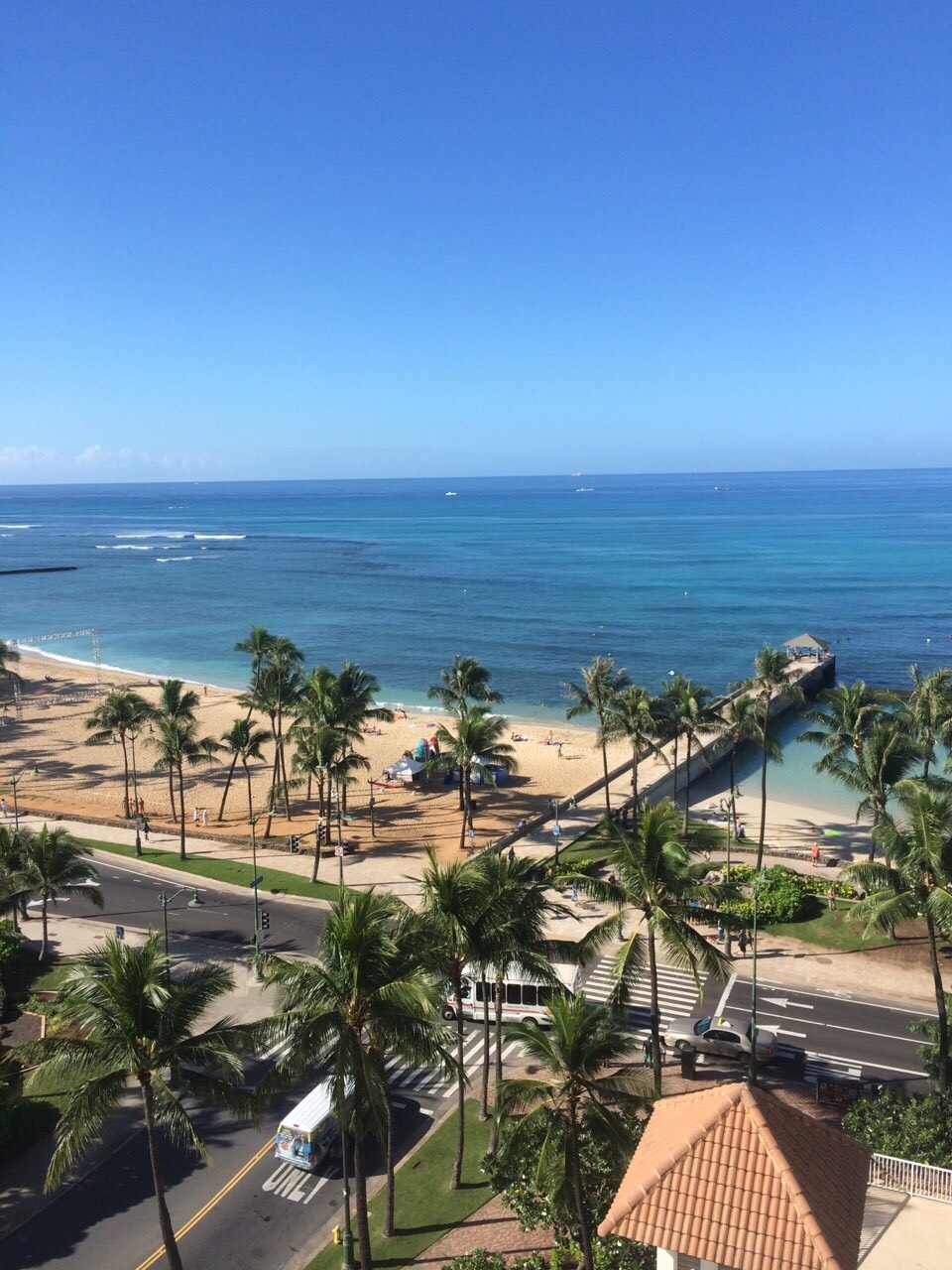
ワイキキビーチ

ワイキキ（ハワイ語:Waikīkī、英語:Waikiki）は、アメリカ合衆国、ハワイ州オアフ島ホノルル市内の地名。

## 概要
場所はオアフ島南部に位置し、一般的には、南はママラ湾に面したフォート・デルッシー・ビーチ、ワイキキ・ビーチ、クヒオ・ビーチ、カピオラニ・ビーチ・パーク、サン・スーシ・ビーチなどのビーチエリア、西と北はアラ・ワイ運河に挟まれ、東はダイヤモンドヘッドふもとのカイマナ・ビーチまでの地域を指す。

## 歴史

### 19世紀まで

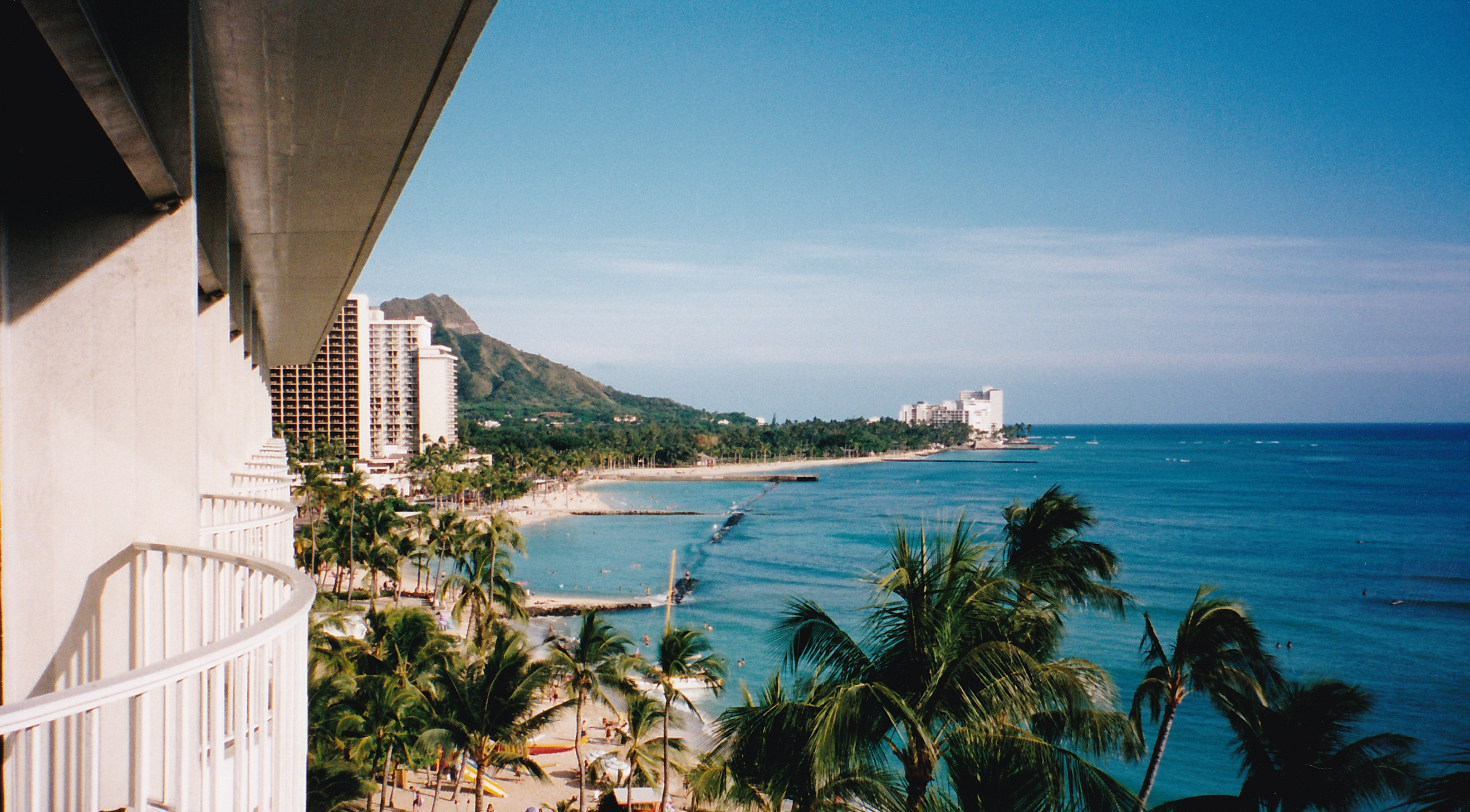
ワイキキビーチとダイアモンドヘッド（1997年）

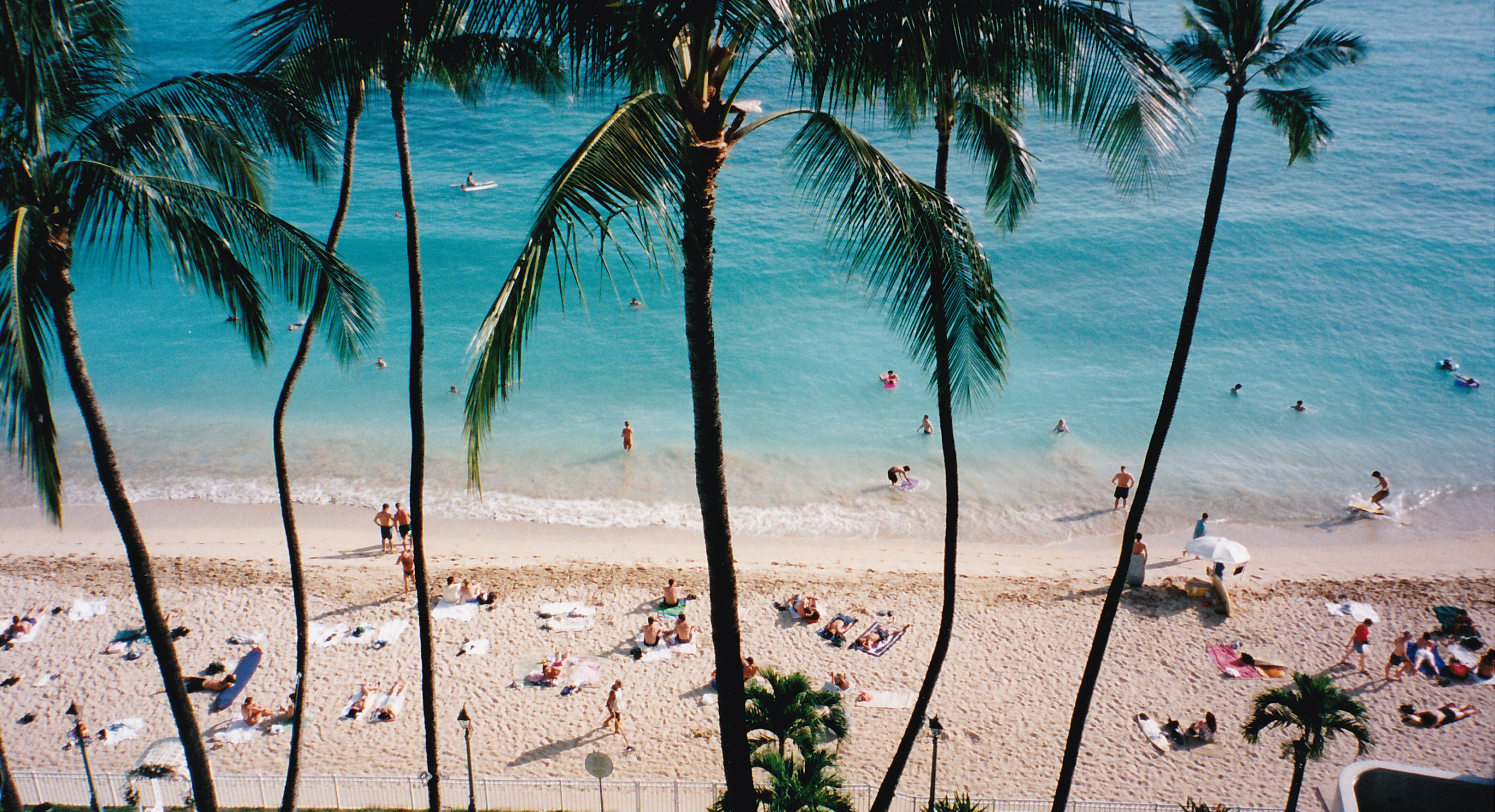
ワイキキビーチ（1997年）

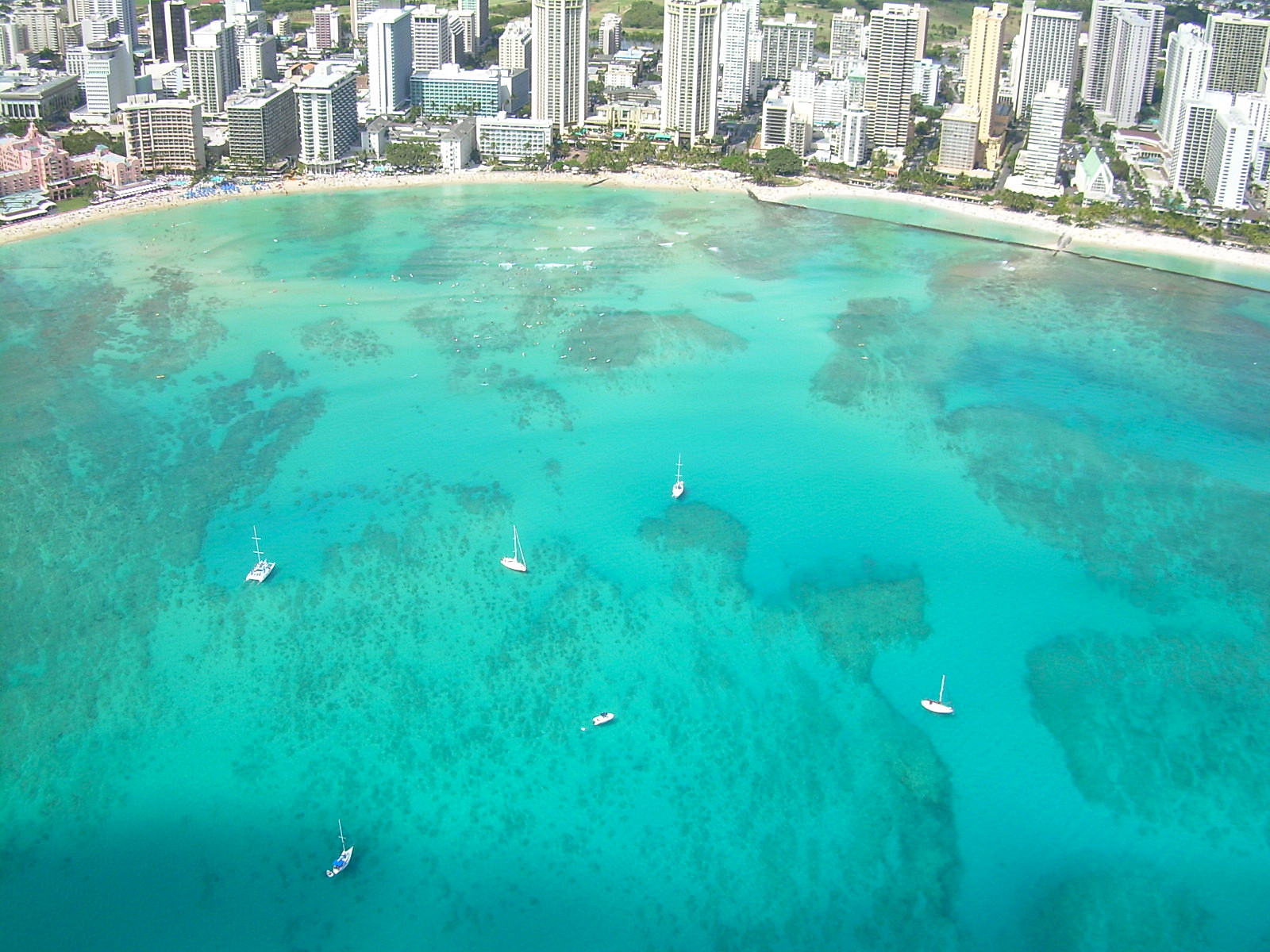
ワイキキビーチの空撮（2008年）

ダイアモンドヘッド（2009年）

「ワイキキ」はハワイ語で「水が涌くところ」の意味で、元々は湿地帯であり、ハワイが独立国であった19世紀末までは、ハワイ王朝の王族の保養地であった。
それまで土地所有の概念がなかったハワイであるが、1846年には、土地の所有権を定める条例、「グレート・マヘレ（Great Mahele、土地改革）」が施行され、ワイキキにおいても大部分の土地が瞬く間に白人の所有となった。

### 1900年代–1930年代
ハワイ港、そしてホノルル市のダウンタウンから至近の距離であったこともあり、1898年にハワイがアメリカの自治領として併合された3年後の1901年に「モアナホテル」がワイキキ初の大型ホテルとして開業した（木造4階建・75室）。
以来、1910年代から1920年代にかけて、「ロイヤル・ハワイアンホテル」や「ハレクラニホテル」など、大型客船でハワイを訪れるアメリカ人観光客を狙ったアメリカ本土資本のホテルが複数建設された。
なお、現在は砂浜が有名だが、ワイキキ・ビーチにはもともと砂浜はなく、1920年代から1930年代にかけて、オアフ島北部のノースショア、カリフォルニア州のマンハッタンビーチから白砂を運んで作られた人工の砂浜である。

### 第二次世界大戦中
アメリカも1941年12月より参戦した第二次世界大戦中には、日本軍の上陸が予想されたことから、海岸には有刺鉄線が貼りめぐらされた上に、ロイヤル・ハワイアン・ホテルが軍に接収され、さらに灯火管制や夜間外出禁止令が行われ、観光地としての発展は止まることとなった。

### 1950年代–1980年代
しかし、戦後には航空機の発展が進んで観光客が急増したことに伴い、シェラトン・プリンセス・カイウラニ、シェラトン・ワイキキ、ヒルトン・ハワイアン・ビレッジ・ビーチ・リゾート&スパ、ハイアットリージェンシーなどの大型高層ホテルやコンドミニアムが1950年代から1980年代にかけて次々と建てられ、ハワイにおける観光の中心地となった。
1954年には日本航空がホノルルへの乗り入れを開始し、後にワイキキに支店を開設した。1963年には日本の国際興業がシェラトン・プリンセス・カイウラニをシェラトン・ハワイ社から買収、日本資本によるハワイへの投資のさきがけとなった。翌1964年には日本人の海外旅行が自由化され、日本交通公社（現在のJTB）がホノルルに支店を開設した。
1972年には横浜岡田屋がワイキキに店舗を開設したほか、日本料理店も多数が営業し、さらに1980年代末のバブル期にかけては、ワイキキのホテルの90%以上が日系企業の所有という状態になった。

### 2000年代-
現在は、ホノルル市における最大のリゾート地域、そして繁華街として、メインストリートのカラカウア通りやクヒオ通りを中心に、多数のリゾートホテルやコンドミニアム、ショッピングセンターや飲食店などが建ち並ぶ。季節を問わず世界各国から多くの観光客が訪れ、中でも日本人観光客はその大半を占める。
なお、ワイキキビーチに隣接して建つホテルの多くが建築後30年から50年以上と老朽化している上、新たに建築するスペースもないことから、世界的に進むリゾートホテルのさらなる高級化、大型化に対応できないとして危惧されていた。しかし、2008年には「ヒルトンハワイアンビレッジ　ビーチリゾート&スパ」に新しいタワーがオープンしたほか、2009年11月には「トランプ・インターナショナル・ホテル・ワイキキ・ビーチ・ウォーク」が新規オープン。また、2016年7月15日には「ザ・リッツ・カールトン・レジデンス・ワイキキ」が新規オープンした。
また、人工砂浜であるワイキキビーチの砂浜の面積が狭くなってきていることから、2011年より250万ドルを費やして砂の補給を行い、砂浜の幅を約10メートル以上拡大することになった。2012年に工事は完了した。

## 交通

カラカウア大通り

ワイキキ地区の中心部にはカラカウア大通りとクヒオ通り、アラワイ大通りの3本の通りが横断し、ルワーズ通りやリリウオカラニ通り、カパフル大通りなどが縦断している。
アラモアナ地区までは車で5-10分程度、ホノルルのダウンタウンまでは15分程度、カハラ地区まで20分程度、ホノルル国際空港までは30分程度である。なお、ワイキキエリア内に州間高速道路の出入り口は設けられていないが、州間高速道路H-1号線のExit 23まで7、8分程度の至近距離にある。

### TheBus（市バス）
ホノルル市の公営バスである「TheBus」の停留所が数多く設けられている。なお、オアフ島内に出来た公営鉄道（HART）の駅はワイキキ・エリアにはない。

### トロリー（路面電車風バス）
私営でエノアコーポレーションによる「ワイキキ・トロリー」という路面電車風のバスも巡っている。2019年7月時点では、ダイヤモンドヘッド方面の「グリーンライン」、ダウンタウン、史跡などをめぐる「レッドライン」、オアフ島東海岸をめぐる「ブルーライン」、カパフル方面を往復する「イエローライン」、パールハーバー方面の「パープルライン」、ワイキキの繁華街、主要ショッピングセンターを回る「ピンクライン」の計6路線がある。
基本的に事前に乗り放題チケットの購入が必要だが、ピンクラインのみ、1回2ドルで乗車できる。また、JCBカード会員とその家族は、ピンクラインに無料乗車できる優待がある。
トロリーはワイキキ名物として、他にも多くの会社が運行している。
旅行会社によるもの
JTBの「‘OLI‘OLIトロリー」、エイチ・アイ・エスの「Lea Leaトロリー」、ジャルパックの「レインボー・トロリー」の3社が存在。いずれもエノアコーポレーションに業務委託している。

3社はいずれも日本の旅行会社であり、自社のパッケージツアー（またはフリープラン）客用にトロリーを走らせている。それぞれ少しずつコースは違うものの、ワイキキ・トロリー同様にホノルル市街地を循環している。ツアー料金にトロリー代が含まれている場合は、あらかじめ滞在中乗り放題のカードなどが交付される。旅行代理店のトロリーは、ワイキキ・トロリーと同等か、むしろ本数は多く、それでいて原則としてツアー客以外の乗車はできない（エイチ・アイ・エスのみ、7日間乗り放題チケットを別途購入可能）。そのため空いていることが多く、特に日本からの観光客にとって利便性が高い。
送迎用のもの
かつてヒロ・ハッティの「ヒロ・ハッティ・ショッピング・シャトル」、DFSギャラリアの「DFSギャラリア・トロリー・エクスプレス」が存在していたが、いずれも2019年7月時点では休止している。いずれも無料送迎で、「ヒロ・ハッティ・ショッピング・シャトル」は帰路でアロハ･タワー･マーケットプレイス、アラモアナセンターなども経由していた。この他、潜水艦ツアー「アトランティス・サブマリン」の送迎バスもトロリーである。

## 主な商業施設
ヨーロッパやアメリカの高級ブランドのブティックが多数入居した大型ショッピングセンターのほか、ハワイ原産のみやげ物を扱う商店、さらにコンビニエンスストアーまで、多数の商業施設が存在する。
- 「ロイヤル・ハワイアン・センター」
- 「ラグジュアリー・ロウ・2100カラカウア・アベニュー」
- 「ワイキキ・ビーチ・ウォーク」
- 「ワイキキ・ショッピングプラザ」
- 「ワイキキ・ビジネスプラザ」
- 「インターナショナマーケット・プレイス」
- 「キングスビレッジ」
- 「DFS・Tギャラリア」
- 「ABCストア」

## 主なホテル
ワイキキビーチやフォート・デルッシー・ビーチのビーチフロントには大型ホテルや高級ホテルが点在してるほか、カラカウア大通り沿いやクヒオ通り沿い、カイマナビーチやアラワイ・ヨットハーバー沿いにも大型ホテルや中級ホテル、コンドミニアムが多数建っている。

### ワイキキビーチ沿い

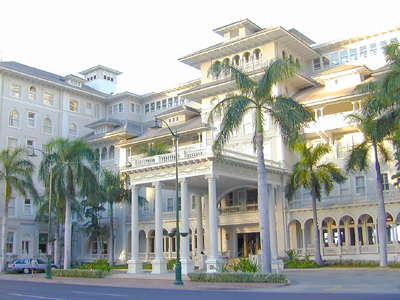
モアナ・サーフライダー・ウェスティンリゾート

ロイヤルハワイアンとシェラトン・ワイキキ

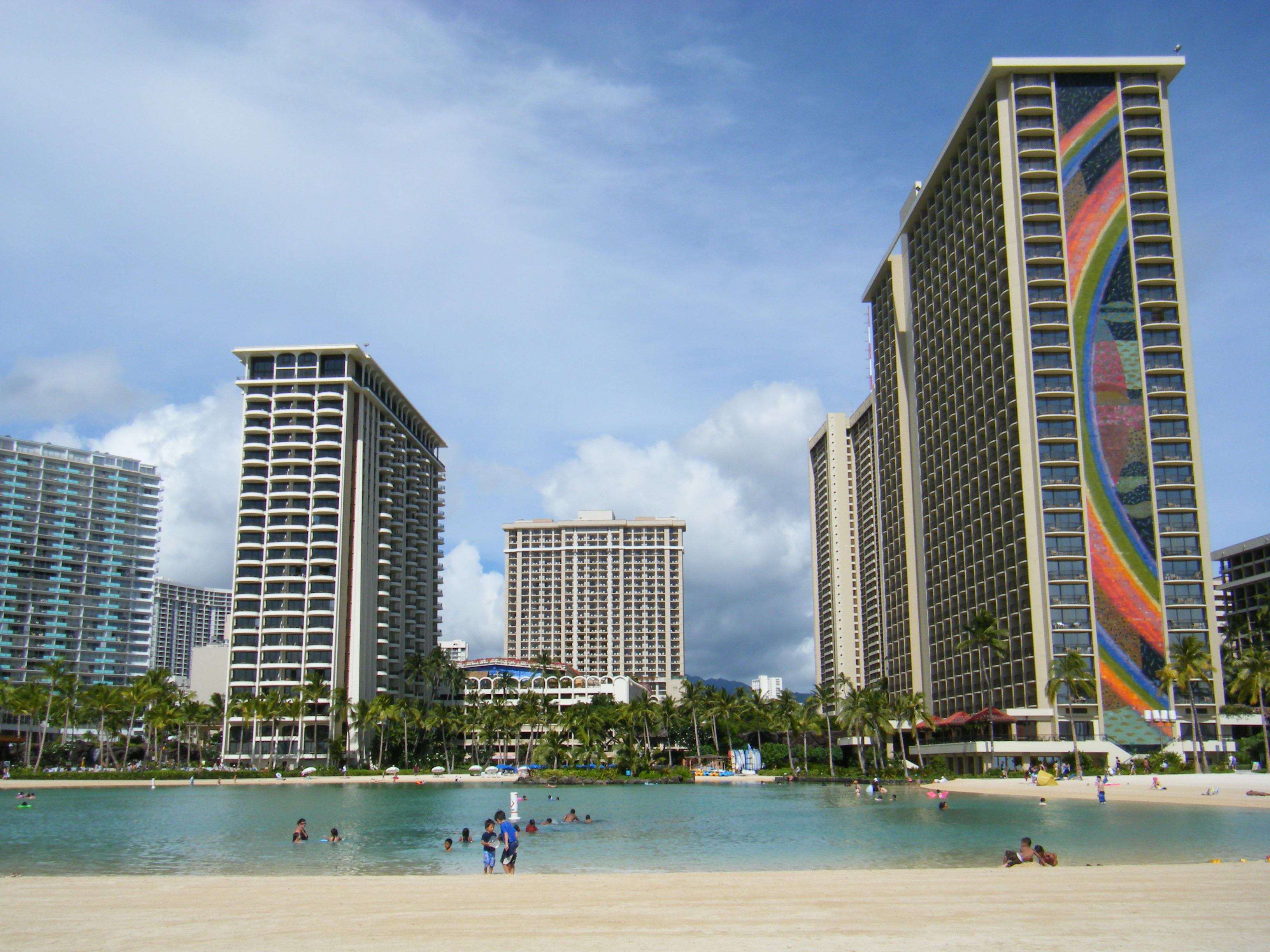
ヒルトンハワイアンビレッジ　ビーチリゾート&スパとデューク・カハナモク・ラグーン

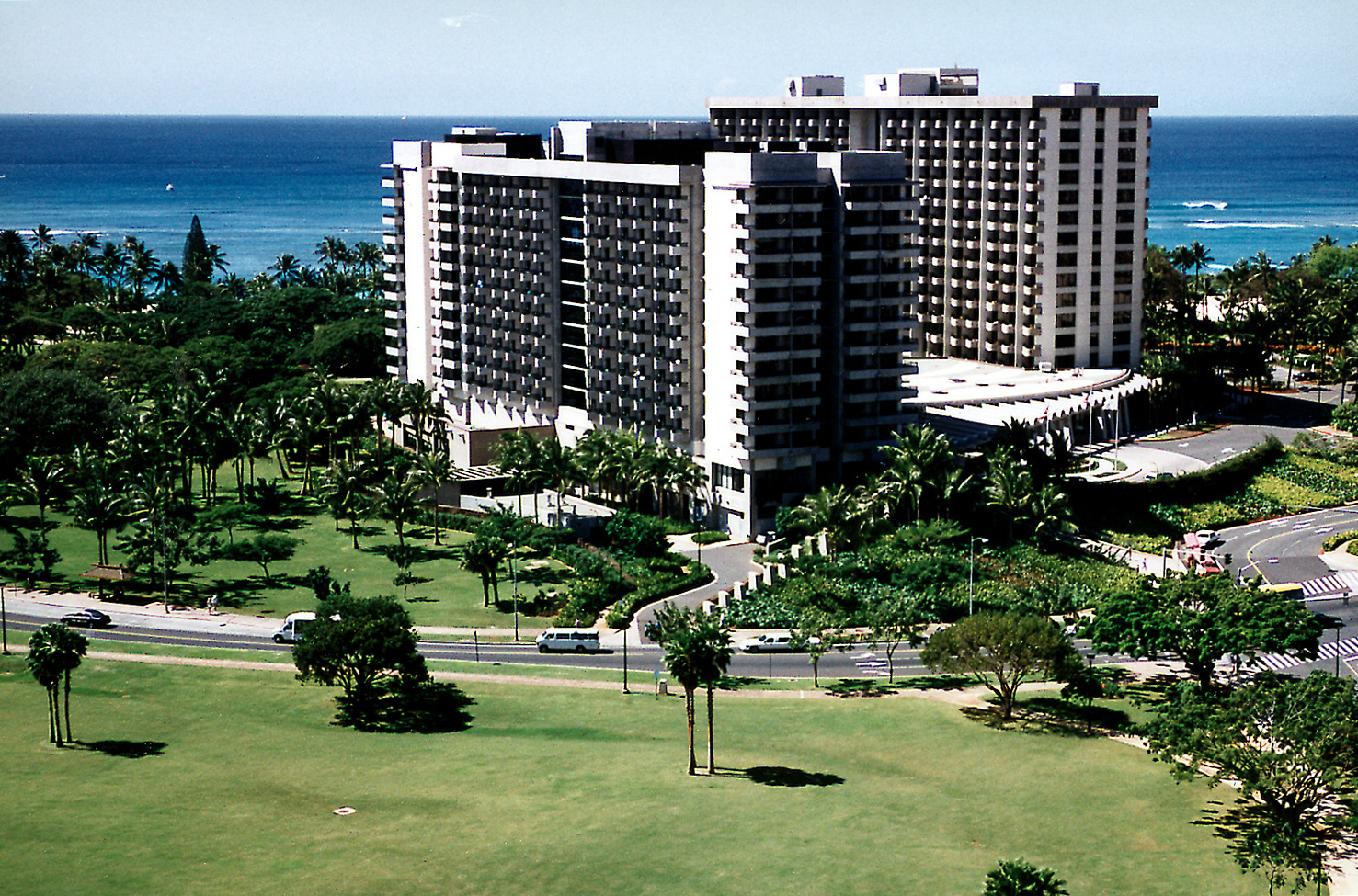
ハレ・コア・ホテル

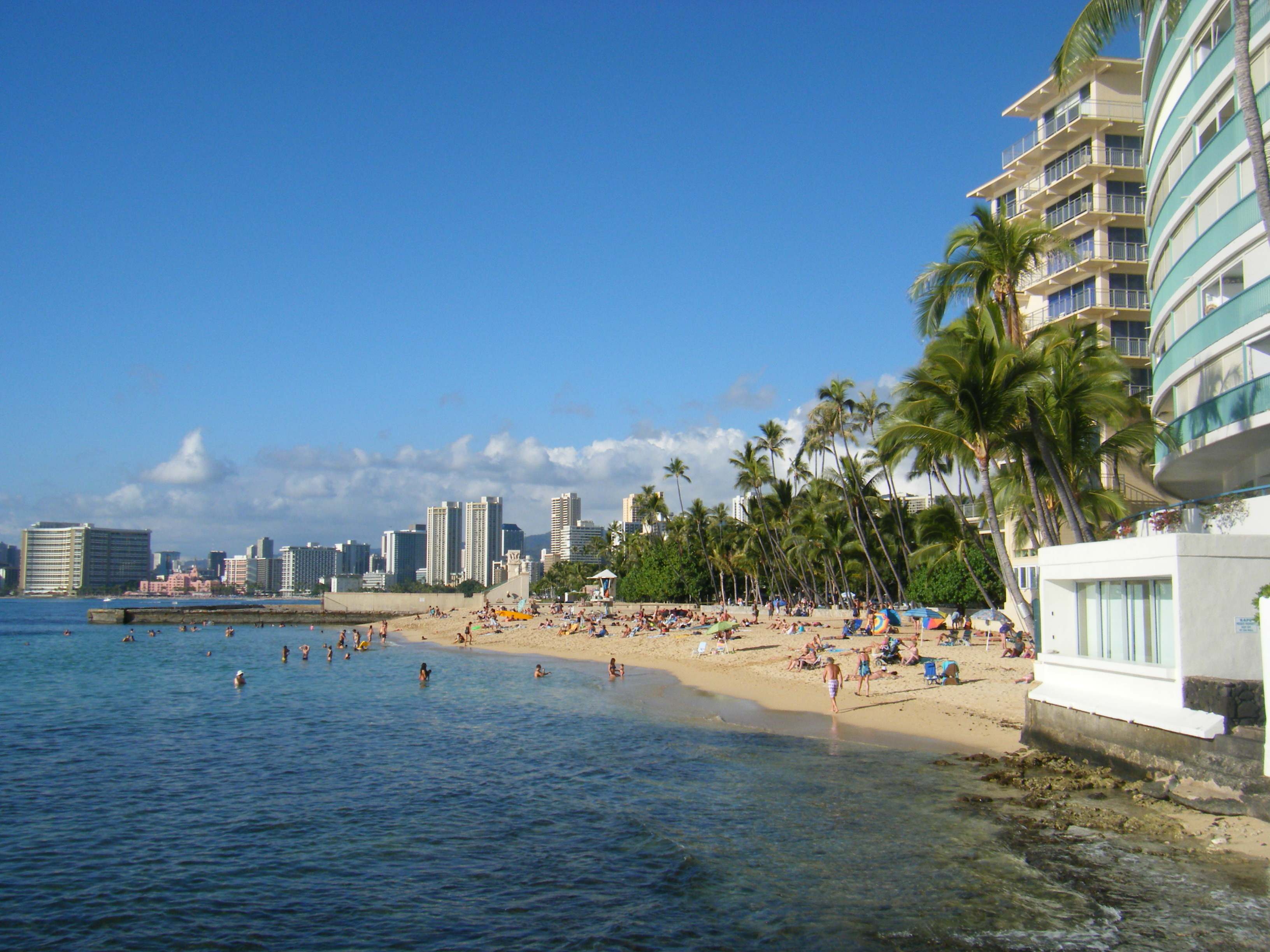
カイマナビーチホテル

- モアナ・サーフライダー・ウェスティン・リゾート&スパ
  - 1901年に「モアナ･ホテル」として開業した、「ワイキキの貴婦人」と称されるワイキキ最古の高級ホテル。開業当時の建物は正面入口にあるバニヤン･ウイングとして今でも使用されており、アメリカ合衆国国家歴史登録財やホノルル市の文化財にも指定されている。オーシャンフロントの2棟の他に、サーフライダーホテルとして利用されていたタワー棟がある。
- ハレクラニ
  - 1917年に創業した、オーシャンフロントの高級ホテル。名称の「ハレクラニ」は、ハワイ語で「天国にふさわしい家」を意味している。ワイキキ・ビーチ・ウォークに隣接している。

2009年4月から、帝国ホテルと提携している。
- ロイヤル・ハワイアン
  - 別名「ピンク･パレス」。壁から調度品、タオル等に至るまでピンクで統一されているオーシャンフロントの高級ホテル。ホテル内の「マイタイ･バー」は世界的に有名なカクテルの「マイタイ」で有名。ロイヤル･ハワイアン･センターに隣接している。2009年に全面改装して再オープンした。
- シェラトン・ワイキキ・ビーチリゾート
  - 1971年に開業した、ワイキキ中心部のオーシャンフロントにそびえるホノルル有数の大型ホテル。ロイヤルハワイアンホテルとロイヤル･ハワイアン･センターに隣接し、年末にはホノルルでも有数の規模の年越しパーティーの会場となる。
- アウトリガー・リーフ・オン・ザ・ビーチ
  - アウトリガー・ホテルズを代表する、ラグジュアリーなオーシャンフロントのホテル。

フォート・デ・ルッシーの横、ワイキキ・ビーチ・ウォークに隣接している。
- アウトリガー・ワイキキ・オン・ザ・ビーチ
  - カラカウア大通りに面し、ワイキキ中心部のオーシャンフロントにあり、ロイヤル･ハワイアン･センターに隣接している。

### フォート・デルッシー・ビーチ沿い
- ヒルトン・ハワイアン・ビレッジ・ワイキキ・ビーチ・リゾート
  - ワイキキ・ビーチの西寄りに位置し、客室数3,000室を上回るハワイ州最大級のリゾートで、タイムシェア棟を含めた6つのタワーを有する。敷地内には、複数のプール、ラグーン、ショップ、レストランが揃い、毎週金曜には花火も楽しめる人気のリゾート。
- ハレ・コア・ホテル
  - フォート・デ・ルッシー内にあるアメリカ陸軍関係者専用ホテルで一般人は宿泊は出来ないが、一部の施設（ベアフットバー、ハレ・コア・ホテル・パーキング・ガレージ）は一般人も利用が可能。

### カイマナビーチ沿い
- カイマナ・ビーチ・ホテル
  - ワイキキの東側にあるカイマナ･ビーチとカピオラニ公園に面する。

### カラカウア通り沿い
- シェラトン・プリンセス・カイウラニ
  - カラカウア通り沿い、ワイキキ中心部のモアナ・サーフライダー・ウェスティン・リゾート&スパの向かいにある1,152室を持つ大型ホテルで、多くのオーシャンビューの客室を持つ。なお、モアナ・サーフライダーなど同じスターウッド系列のホテルの施設を利用できる。

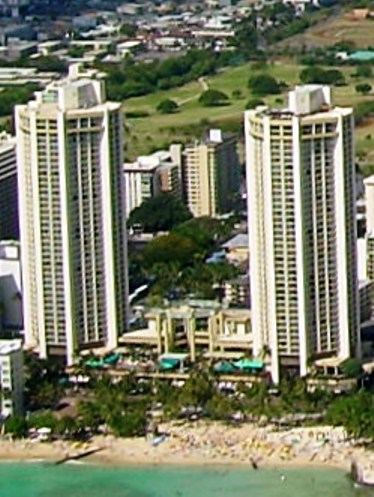
ハイアットリージェンシー・ホノルル

- ハイアットリージェンシー・ワイキキ・リゾート&スパ
  - 客室の3分の2弱がオーシャンビューの40階建てツインタワーホテル。カラカウア通りを挟み、ワイキキビーチの前に位置する。
  - 1986年に日本の不動産会社、麻布建物による買収で話題となった。また、テレビ番組『笑っていいとも!』（フジテレビ）がスタジオアルタ以外で放送された（1990年1月4日・5日）数少ない場所でもある。
- ワイキキビーチ・マリオット・リゾート&スパ
  - 旧ハワイアンリージェントホテルを、2000年代に入り大規模改修し、新たにマリオットホテルとしてオープンしたリゾート・ホテル。カラカウア通りを挟み、クヒオビーチの前に位置する。
- アロヒラニ・リゾート・ワイキキビーチ（旧：パシフィックビーチホテル）
  - 旧パシフィックビーチホテルを約120億円かけて大規模改修し、新たにアロヒラニ・リゾート・ワイキキビーチとして2018年5月にグランドオープンしたカラカウア通りを挟み、クヒオビーチの前に位置する全839部屋のリゾートホテル。巨大な水槽を持つレストランが有名。
- アストン・ワイキキビーチ・タワー
  - ハイアットリージェンシーに近い高層ホテル。カラカウア通りを挟み、クヒオビーチの前に位置する。
- エスパシオ・ザ・ジュエル・オブ・ワイキキ
  - 日本の商社である興和の子会社が2019年に開業したホテル。旧アストンワイキキビーチサイドホテルを改修。以前は88室だったものを1フロアを1室で占有する全9室の高級リゾートホテルに改装した[11][12]。
- アウトリガー・ワイキキ・ビーチ・リゾート
  - ロイヤルハワイアン ホテルとモアナ・サーフライダーの間にある524部屋のリゾートホテル。

### ワイキキ・ビーチ・ウォーク沿い
- エンバシー・スイーツ - ワイキキ・ビーチ・ウォーク
  - ヒルトン系エンバシー・スイーツ・ホテルグループのひとつ。全室スイートというユニークなリゾート・ホテル。2006年オープン。ワイキキ・ビーチ・ウォーク沿いにあり、ビーチ、レストランやショップにも近い。
- カ・ライ・ワイキキビーチ LXR Hotels & Resorts　
  - 2009年11月にトランプ・インターナショナルホテル・ワイキキとしてオープンした高級ホテル。2023年よりヒルトン系のラグジュアリーブランドのLXR Hotels & Resortsに衣替えした。分譲の部屋もあり、フォート・デ・ルッシー・ビーチ・パークのそばに位置する。
- ウィンダム・アット・ワイキキ・ビーチ・ウォーク
  - タイムシェア専用コンドミニアム型リゾート・ホテル。全室にキッチンと洗濯機を完備。ワイキキ・ビーチ・ウォーク沿いの東側の中程に位置する。
- ホクラニ・ワイキキ・バイ・ヒルトン・グランド・バケーションズ・クラブ
  - 2014年1月にオープンした、ヒルトンのタイムシェア専用リゾート・ホテル。カラカウア大通りに面し、ワイキキ・ビーチ・ウォークの最北端に位置する。

### アラワイ・ヨットハーバー沿い
- イリカイ・ホテル
  - アラワイ・ヨットハーバー沿いにある大型ホテル。旧ニッコー・イリカイホテル。
- プリンス・ワイキキ
  - 日本のプリンスホテルがハワイ州内で経営する4つのホテルのうち1つ。旧称は「ハワイ・プリンスホテル・ワイキキ」。アラワイ・ヨットハーバー沿いにある。
- ザ・モダン・ホノルル
  - 2011年8月にオープンしたデザイナーズホテル。アラワイ・ヨットハーバー沿いにある。

## 主なレストラン
ハワイ料理をベースにした高級レストランや、アメリカ料理のチェーンレストランのほか、日本料理やタイ料理、イタリア料理やファストフードチェーンまで多数のレストランがある。また、日本人観光客を狙った日本のチェーンレストランも存在している。
- 「田中オブ東京」
- 「ロイズ」
- 「アラン・ウォンズ」
- 「ノブ・ワイキキ」
- 「ルースズ・クリス・ステーキハウス」
- 「プラネット・ハリウッド」
- 「アイホップ」
- 「マクドナルド」
- 「バーガーキング」
- 「タコベル」

## 公園
- フォート・デルッシー公園
- カピオラニ公園

## 軍施設
「ヒルトンハワイアンビレッジ　ビーチリゾート&スパ」横には、アメリカ陸軍の保養地である「フォート・デ・ルッシー」があり、一般に公開された公園と、アメリカ陸軍関係者専用の「ハレ・コア・ホテル」、アメリカ陸軍博物館が併設されている。

## その他の施設

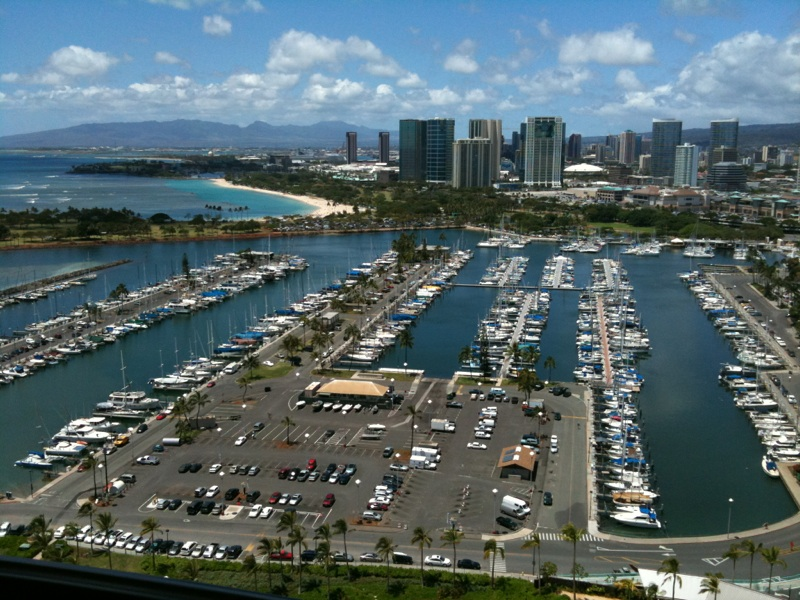
アラワイ・ヨットハーバー

- アラワイ・ヨットハーバー
- ホノルル動物園
- ワイキキ水族館（英語版）
- ホノルル市警察ワイキキ分署
- 郵便局
- ワイキキ・トレードセンター
- バンク・オブ・ハワイ・センター
- デューク・カハナモク像
- アイナハウ・トライアングル
- モロカイのダミアン・マリアンヌ記念館　（名称はDamien and Marianne of Moloka'i Heritage Center)。両聖人についての記念館がある。入場無料。

## 友好関係
- 2000年に、和歌山県白浜町の白良浜とワイキキビーチは「友好姉妹浜」(Goodwill Beach City Relationship) 提携を結んだ。
- 愛知県幡豆郡吉良町（2011年4月西尾市に吸収合併）にも「吉良ワイキキビーチ」を謳う浜が存在する。当初は自称であったが、2006年にハワイ州観光局の許可を得た[13]。その後はハワイ州観光局の後援を得て、フラダンス大会などの催しを毎年開催している。